# Khvoshāb-e Pā'īn
Khvoshāb-e Pā'īn (persiska: خوشاب پائين, Khowshāb-e Soflá, Khvoshāb-e Soflá, خُوشابِ سُفلَى, Khvoshāb-e Pā’īn, خوُشابِ سُفلَى) är en ort i Iran.   Den ligger i provinsen Hamadan, i den nordvästra delen av landet, 290 km väster om huvudstaden Teheran. Khvoshāb-e Pā'īn ligger 1 806 meter över havet och antalet invånare är 600.
Terrängen runt Khvoshāb-e Pā'īn är platt söderut, men norrut är den kuperad.Runt Khvoshāb-e Pā'īn är det ganska tätbefolkat, med 75 invånare per kvadratkilometer. Närmaste större samhälle är Bahār, 14,4 km sydost om Khvoshāb-e Pā'īn. Trakten runt Khvoshāb-e Pā'īn består till största delen av jordbruksmark.